# Willy Jäggi
Willy Jäggi (Solothurn, 1906. július 28. – Zürich, 1968. február 1.) svájci labdarúgócsatár.